# Маунт Стерлинг (Ајова)
Маунт Стерлинг (енгл. Mount Sterling) град је у америчкој савезној држави Ајова. По попису становништва из 2010. у њему је живело 36 становника.

## Демографија
Према попису становништва из 2010. у граду је живело 36 становника, што је -4 (-10.0%) становника више него 2000. године.
| Група             | 2000.      | 2010.       |
| Белци             | 39 (97,5%) | 36 (100.0%) |
| Афроамериканци    | 0 (0,0%)   | 0 (0,0%)    |
| Азијати           | 0 (0,0%)   | 0 (0,0%)    |
| Хиспаноамериканци | 0 (0,0%)   | 0 (0,0%)    |
| Укупно            | 40         | 36          |